# أمة الخمسة في المئة

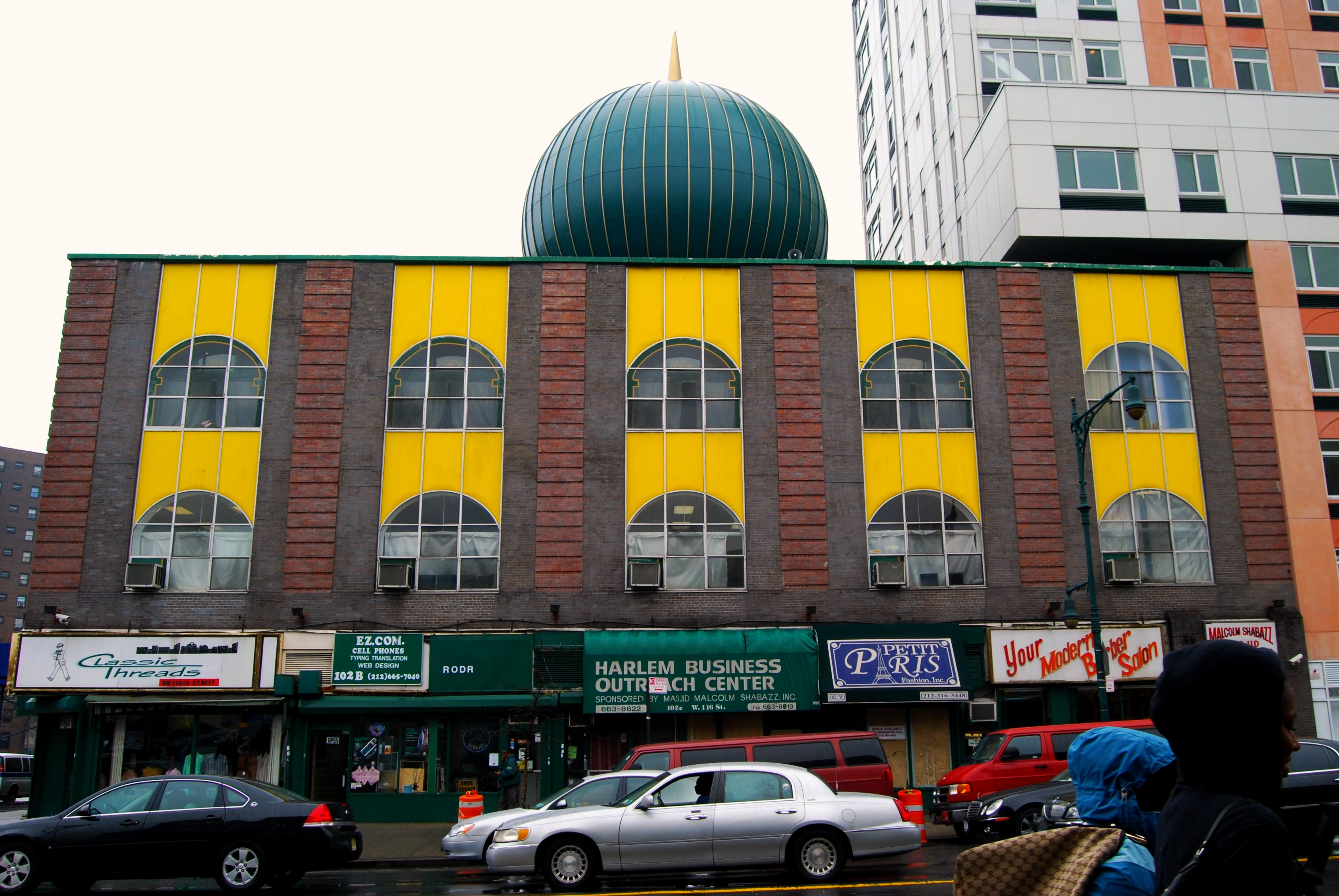
النظر جنوبًا إلى مسجد مالكولم شاباز في شارع 116 غربًا في هارلم، مدينة نيويورك، الولايات المتحدة. كان يُعرف سابقًا باسم المسجد رقم 7

حركة “أمة الخمسة في المئة” (Five Percent Nation) -وهي مجموعة إسلامية خاصة بالمجتمع الأمريكي الأسود-، ووضعها على رأس جاي إلكترونيكا وفي لحظة عابرة، ظهرت موسيقى الهيب هوب كما كانت في السابق: قوية، قاصرة على السود وذات طابع إسلامي.